# Aprocius Petrus
Aprocius Megameno Petrus (ur. 9 października 1999 w Walvis Bay) – namibijski piłkarz grający na pozycji lewego obrońcy. Od 2024 jest zawodnikiem klubu Black Leopards FC.

## Kariera klubowa
Swoją karierę piłkarską Petrus rozpoczął w klubie Eleven Arrows FC. W sezonie 2017/2018 zadebiutował w nim w pierwszej lidze namibijskiej. W 2020 roku przeszedł do Blue Waters FC, a w 2022 do kosowskiego KF Liria Prizren.
W styczniu 2024 Petrus został piłkarzem południowoafrykańskiego Cape Town City FC. Swój debiut w nim zaliczył 30 marca 2024 w zremisowanym 0:0 domowym meczu z Kaizer Chiefs FC.

## Kariera reprezentacyjna
W reprezentacji Namibii Petrus zadebiutował 27 marca 2018 w wygranym 2:1 towarzyskim meczu z Lesotho, rozegranym w Windhuku. W 2024 roku został powołany do kadry na Puchar Narodów Afryki 2023. Rozegrał w nim cztery mecze: grupowe z Tunezją (1:0), z Południową Afryką (0:4) i z Mali (0:0) oraz w 1/8 finału z Angolą (0:3).